# 细柄蕈树
细柄蕈树（学名：Altingia gracilipes）为金缕梅科蕈树属下的一个种。